# Collegio di Brigg and Goole
Brigg and Goole è stato un collegio elettorale inglese della Camera dei comuni del Parlamento del Regno Unito, situato nell'Humberside. Eleggeva un membro del Parlamento con il sistema maggioritario a turno unico; il collegio è stato abolito in occasione della revisione periodica del 2024.

## Profilo
Il collegio di Brigg e Goole era tra quei pochi collegi che si estendono in due contee cerimoniali, in questo caso Lincolnshire e East Riding of Yorkshire.
Il porto industriale di Goole era il maggiore insediamento del collegio, in cui comunque erano presenti 70 città e villaggi, incluse le aree di Lodge Moor e Skippingdale di Scunthorpe. Il collegio comprendeva anche parti delle Scunthorpe Steel Works e il terreno di gioco dello Scunthorpe United Football Club, oltre all'Isle of Axholme.
Il collegio confinava con il South Yorkshire, North Yorkshire e Lincolnshire.

## Estensione
- 1997-2010: i ward del Borough of Boothferry di Airmyn and Rawcliffe, Crowle, Epworth and Belton, Goole Central and South, Goole East, Goole North, Goole North East, Goole West, Haxey, Hook, Keadby with Althorpe, Marshland, North Axholme, Snaith e Trentside e i ward del Borough of Glanford di Brigg, Broughton, Burton upon Stather, Gunness, North Ancholme, North West, Scawby, Trentside, Winterton, Wold e Wrawby.
- 2010-2024: i ward del Borough di North Lincolnshire di Axholme Central, Axholme North, Axholme South, Brigg and Wolds, Broughton and Appleby, Burringham and Gunness, Burton upon Stather e Winterton, e i ward del distretto dell'East Riding of Yorkshire di Goole North, Goole South, and Snaith, Airmyn, Rawcliffe e Marshland.

## Membri del Parlamento
| Elezione | Elezione | Deputato         | Partito          |
| -------- | -------- | ---------------- | ---------------- |
|          | 1997     | Ian Cawsey       | Laburista        |
|          | 2010     | Andrew Percy     | Conservatore     |
|          | 2024     | Collegio abolito | Collegio abolito |

## Risultati elettorali

### Elezioni negli anni 2010
| Partito                    | Partito                                   | Candidato                  | Risultati 12 dicembre 2019 | Risultati 12 dicembre 2019 |
| Partito                    | Partito                                   | Candidato                  | Voti                       | %                          |
| -------------------------- | ----------------------------------------- | -------------------------- | -------------------------- | -------------------------- |
|                            | Conservatore                              | Andrew Percy               | 30 941                     | 71,29                      |
|                            | Laburista                                 | Majid Khan                 | 9 000                      | 20,74                      |
|                            | Lib Dem                                   | David Dobbie               | 2 180                      | 5,02                       |
|                            | Verdi                                     | Jo Baker                   | 1 281                      | 2,95                       |
|                            |                                           |                            |                            |                            |
| Iscritti                   | Iscritti                                  | Iscritti                   | 65 939                     | 100,00                     |
| ↳ Votanti (% su iscritti)  | ↳ Votanti (% su iscritti)                 | ↳ Votanti (% su iscritti)  | 43 402                     | 65,82                      |
| ↳ Astenuti (% su iscritti) | ↳ Astenuti (% su iscritti)                | ↳ Astenuti (% su iscritti) | 22 537                     | 34,18                      |
|                            |                                           |                            |                            |                            |
|                            | Esito: collegio confermato a Conservatore |                            |                            |                            |

| Partito                    | Partito                                   | Candidato                  | Risultati 8 giugno 2017 | Risultati 8 giugno 2017 |
| Partito                    | Partito                                   | Candidato                  | Voti                    | %                       |
| -------------------------- | ----------------------------------------- | -------------------------- | ----------------------- | ----------------------- |
|                            | Conservatore                              | Andrew Percy               | 27 219                  | 60,41                   |
|                            | Laburista                                 | Terence Smith              | 14 856                  | 32,97                   |
|                            | UKIP                                      | David Jeffreys             | 1 596                   | 3,54                    |
|                            | Lib Dem                                   | Jerry Lonsdale             | 836                     | 1,86                    |
|                            | Verdi                                     | Isabel Pires               | 550                     | 1,22                    |
|                            |                                           |                            |                         |                         |
| Iscritti                   | Iscritti                                  | Iscritti                   | 66 065                  | 100,00                  |
| ↳ Votanti (% su iscritti)  | ↳ Votanti (% su iscritti)                 | ↳ Votanti (% su iscritti)  | 45 057                  | 68,20                   |
| ↳ Astenuti (% su iscritti) | ↳ Astenuti (% su iscritti)                | ↳ Astenuti (% su iscritti) | 21 008                  | 31,80                   |
|                            |                                           |                            |                         |                         |
|                            | Esito: collegio confermato a Conservatore |                            |                         |                         |

| Partito                    | Partito                                   | Candidato                  | Risultati 7 maggio 2015 | Risultati 7 maggio 2015 |
| Partito                    | Partito                                   | Candidato                  | Voti                    | %                       |
| -------------------------- | ----------------------------------------- | -------------------------- | ----------------------- | ----------------------- |
|                            | Conservatore                              | Andrew Percy               | 22 946                  | 53,03                   |
|                            | Laburista                                 | Jacky Crawford             | 11 770                  | 27,20                   |
|                            | UKIP                                      | David Jeffreys             | 6 694                   | 15,47                   |
|                            | Verdi                                     | Natalie Hurst              | 915                     | 2,11                    |
|                            | Lib Dem                                   | Liz Leffman                | 764                     | 1,77                    |
|                            | Indipendente                              | Trevor Dixon               | 153                     | 0,35                    |
|                            | Indipendenza dall'Europa                  | Ray Spalding               | 28                      | 0,06                    |
|                            |                                           |                            |                         |                         |
| Iscritti                   | Iscritti                                  | Iscritti                   | 68 465                  | 100,00                  |
| ↳ Votanti (% su iscritti)  | ↳ Votanti (% su iscritti)                 | ↳ Votanti (% su iscritti)  | 43 270                  | 63,20                   |
| ↳ Astenuti (% su iscritti) | ↳ Astenuti (% su iscritti)                | ↳ Astenuti (% su iscritti) | 25 195                  | 36,80                   |
|                            |                                           |                            |                         |                         |
|                            | Esito: collegio confermato a Conservatore |                            |                         |                         |

| Partito                    | Partito                                           | Candidato                  | Risultati 6 maggio 2010 | Risultati 6 maggio 2010 |
| Partito                    | Partito                                           | Candidato                  | Voti                    | %                       |
| -------------------------- | ------------------------------------------------- | -------------------------- | ----------------------- | ----------------------- |
|                            | Conservatore                                      | Andrew Percy               | 19 680                  | 44,86                   |
|                            | Laburista                                         | Ian Cawsey                 | 14 533                  | 33,12                   |
|                            | Lib Dem                                           | Richard Nixon              | 6 414                   | 14,62                   |
|                            | UKIP                                              | Nigel Wright               | 1 749                   | 3,99                    |
|                            | BNP                                               | Steve Ward                 | 1 498                   | 3,41                    |
|                            |                                                   |                            |                         |                         |
| Iscritti                   | Iscritti                                          | Iscritti                   | 67 396                  | 100,00                  |
| ↳ Votanti (% su iscritti)  | ↳ Votanti (% su iscritti)                         | ↳ Votanti (% su iscritti)  | 43 875                  | 65,10                   |
| ↳ Astenuti (% su iscritti) | ↳ Astenuti (% su iscritti)                        | ↳ Astenuti (% su iscritti) | 23 521                  | 34,90                   |
|                            |                                                   |                            |                         |                         |
|                            | Esito: collegio passa da Laburista a Conservatore |                            |                         |                         |

### Elezioni negli anni 2000
| Partito                    | Partito                                | Candidato                  | Risultati 5 maggio 2005 | Risultati 5 maggio 2005 |
| Partito                    | Partito                                | Candidato                  | Voti                    | %                       |
| -------------------------- | -------------------------------------- | -------------------------- | ----------------------- | ----------------------- |
|                            | Laburista                              | Ian Cawsey                 | 19 257                  | 45,23                   |
|                            | Conservatore                           | Matthew Bean               | 16 363                  | 38,43                   |
|                            | Lib Dem                                | Gary Johnson               | 5 690                   | 13,36                   |
|                            | UKIP                                   | Stephen Martin             | 1 268                   | 2,98                    |
|                            |                                        |                            |                         |                         |
| Iscritti                   | Iscritti                               | Iscritti                   | 67 370                  | 100,00                  |
| ↳ Votanti (% su iscritti)  | ↳ Votanti (% su iscritti)              | ↳ Votanti (% su iscritti)  | 42 578                  | 63,20                   |
| ↳ Astenuti (% su iscritti) | ↳ Astenuti (% su iscritti)             | ↳ Astenuti (% su iscritti) | 24 792                  | 36,80                   |
|                            |                                        |                            |                         |                         |
|                            | Esito: collegio confermato a Laburista |                            |                         |                         |

| Partito                    | Partito                                | Candidato                  | Risultati 7 giugno 2001 | Risultati 7 giugno 2001 |
| Partito                    | Partito                                | Candidato                  | Voti                    | %                       |
| -------------------------- | -------------------------------------- | -------------------------- | ----------------------- | ----------------------- |
|                            | Laburista                              | Ian Cawsey                 | 20 066                  | 48,88                   |
|                            | Conservatore                           | Donald M. Stewart          | 16 105                  | 39,23                   |
|                            | Lib Dem                                | David P. Nolan             | 3 796                   | 9,25                    |
|                            | UKIP                                   | Godfrey Bloom              | 688                     | 1,68                    |
|                            | Laburista Socialista                   | Michael A. Kenny           | 399                     | 0,97                    |
|                            |                                        |                            |                         |                         |
| Iscritti                   | Iscritti                               | Iscritti                   | 64 651                  | 100,00                  |
| ↳ Votanti (% su iscritti)  | ↳ Votanti (% su iscritti)              | ↳ Votanti (% su iscritti)  | 41 054                  | 63,50                   |
| ↳ Astenuti (% su iscritti) | ↳ Astenuti (% su iscritti)             | ↳ Astenuti (% su iscritti) | 23 597                  | 36,50                   |
|                            |                                        |                            |                         |                         |
|                            | Esito: collegio confermato a Laburista |                            |                         |                         |

### Elezioni negli anni 1990
| Partito                    | Partito                                      | Candidato                  | Risultati 1º maggio 1997 | Risultati 1º maggio 1997 |
| Partito                    | Partito                                      | Candidato                  | Voti                     | %                        |
| -------------------------- | -------------------------------------------- | -------------------------- | ------------------------ | ------------------------ |
|                            | Laburista                                    | Ian Cawsey                 | 23 493                   | 50,20                    |
|                            | Conservatore                                 | Donald M. Stewart          | 17 104                   | 36,55                    |
|                            | Lib Dem                                      | Mary-Rose Hardy            | 4 692                    | 10,03                    |
|                            | Referendum                                   | Derek M. Rigby             | 1 513                    | 3,23                     |
|                            |                                              |                            |                          |                          |
| Iscritti                   | Iscritti                                     | Iscritti                   | 64 112                   | 100,00                   |
| ↳ Votanti (% su iscritti)  | ↳ Votanti (% su iscritti)                    | ↳ Votanti (% su iscritti)  | 46 802                   | 73,00                    |
| ↳ Astenuti (% su iscritti) | ↳ Astenuti (% su iscritti)                   | ↳ Astenuti (% su iscritti) | 17 310                   | 27,00                    |
|                            |                                              |                            |                          |                          |
|                            | Esito: collegio a Laburista (nuovo collegio) |                            |                          |                          |

## Risultati dei referendum

### Referendum sulla permanenza del Regno Unito nell'Unione europea del 2016
|             | Collegio        | Lasciare UE % | Rimanere in UE % |
| ----------- | --------------- | ------------- | ---------------- |
|             | Brigg and Goole | 66,2%         | 33,8%            |
| Inghilterra | 53,3%           | 46,7%         |                  |
| Regno Unito | 51,9%           | 48,1%         |                  |